# Кастелделфино
Кастелделфѝно (на италиански: Casteldelfino; на пиемонтски: Casteldelfin, Кастелделфин, на окситански: Chasteldeifin, Частелдейфин, на френски: Châteaudauphin, Шатодофен) е село и община в Северна Италия, провинция Кунео, регион Пиемонт. Разположено е на 1296 m надморска височина. Населението на общината е 180 души (към 2010 г.).